# 叉尾條鰍
叉尾條鰍（學名：Nemacheilus oxianus）為輻鰭魚綱鯉形目條鰍科條鰍屬的其中一種。分布於亞洲阿富汗及烏茲別克淡水流域，體長可達6.5公分，棲息在河川底層水域，生活習性不明。可做為觀賞魚，飼養時水族箱應該有一個不錯的流速和充氧水，底層有可挖掘的細沙基質和許多光滑的圓形鵝卵石和許多避難所，如沉木和板岩，合理明亮的照明以模擬發現它們的淺河床。

## 扩展阅读
維基物種上的相關：叉尾條鰍